# Hewlett Bay Park
Hewlett Bay Park è un villaggio degli Stati Uniti d'America, situato nello stato di New York, nella contea di Nassau. È stato fondato nel 1928, conta circa 147 case. Occupa un'area di circa 0,4 miglia quadrate. Secondo il censimento  del 2000, nel villaggio risiedevano 484 persone,